# Reindlschmiede
Reindlschmiede ist ein Gemeindeteil von Bad Heilbrunn im oberbayerischen Landkreis Bad Tölz-Wolfratshausen. Das Dorf liegt am Reindlbach circa eineinhalb Kilometer nordwestlich von Bad Heilbrunn und ist über die Bundesstraße 11 zu erreichen.
Zum 1. Mai 1978 wurde die Gemeinde Schönrain aus dem Landkreis Bad Tölz aufgelöst. Einige Gemeindeteile wurden zu Königsdorf eingegliedert, andere wie Reindlschmiede kamen zu Bad Heilbrunn.
Zum Stichtag der Volkszählung am 25. Mai 1987 hatte das Dorf 45 Einwohner in 12 Gebäuden mit Wohnraum mit 19 Wohnungen.

## Baudenkmäler
- Gasthaus Reindlschmiede